# Chermisey
Chermisey – miejscowość i gmina we Francji, w regionie Grand Est, w departamencie Wogezy.
Według danych na rok 1990 gminę zamieszkiwało 101 osób, a gęstość zaludnienia wynosiła 9 osób/km² (wśród 2335 gmin Lotaryngii Chermisey plasuje się na 944. miejscu pod względem liczby ludności, natomiast pod względem powierzchni na miejscu 519.).